# Enzo Maqueira
Enzo Maqueira (Buenos Aires, 4 de noviembre de 1977) es un escritor argentino. Su obra combina un estilo descarnado con una mirada sociológica sobre los hábitos y consumos de la primera mitad del siglo XXI. Su novela Electrónica es considerada como la novela de una generación, al retratar a la juventud de clase media argentina universitaria, fuertemente ligada a la cultura de las fiestas raves y las drogas. Higiene sexual del soltero, por su parte, narra las peripecias de un niño que se convierte en hombre, siguiendo y al mismo tiempo peleándose con los patrones de comportamiento establecidos de acuerdo a un ideal de masculinidad que lo alecciona para convertirlo en "macho".
Escribió novelas, cuentos y crónicas. Fue secretario de redacción de la revista Lea (2001-2005) y colaboró con las revistas Anfibia, Vice y Viva, entre otras. Fue uno de los fundadores de la editorial Outsider. En 2013, la Casa de las Américas de La Habana, Cuba, lo invitó a participar del III Casa Tomada. Encuentro de Jóvenes Artistas y Escritores de América Latina y El Caribe. En 2015 fue invitado por el Ministerio de Cultura del Perú para participar del encuentro Lima Imaginada, que reunió a jóvenes escritores destacados de Latinoamérica. En 2019 y 2023 formó parte del programa Latinoamérica Viva de la Feria Internacional del Libro de Guadalajara. Su novela Hágase usted mismo, publicada por Tusquets Editores, obtuvo el premio Ricardo Rojas bienio 2017/2019 de la ciudad de Buenos Aires y fue finalista del premio Silverio Cañada de la Semana Negra de Gijón a la mejor primera novela de género negro en español. Fue traducido al inglés, francés, italiano y portugués.
Es miembro fundador de la Unión de Escritoras y Escritores, asociación civil surgida en 2019 con el objetivo de defender el rol del escritor como trabajador.

## Novelas
- Higiene sexual del soltero, Tusquets, Buenos Aires, 2023.
- Hágase usted mismo, Tusquets, Buenos Aires, 2018.
- Electrónica, Interzona, Buenos Aires, 2014; Dosmanos, Barcelona, 2025.
- El Impostor, Milena Caserola, Buenos Aires, 2011.
- Ruda macho, Lea, Buenos Aires, 2010.

## Crónicas, cuentos y relatos
- "Rarities", Anios Luz editora, Buenos Aires, 2020
- "Verano de 1995", en Clarín.
- "Del homo sapiens al homo i-phone", en Clarín.
- "Morriña", en Bajalibros.
- "Poliamor: Volver a casa a limpiarse el perfume ajeno" Archivado el 2 de septiembre de 2019 en Wayback Machine., en Anfibia.
- "Una noche en la gran fiesta", en Vice.
- "Sufrir por amor", en Anfibia.
- "Abren el plano, me tapan con música", en Anfibia.
- "Has dicho mi nombre", en Buenos Aires Noir, editorial Asphalte (Francia) y Akashic Noir (Estados Unidos), 2017.
- "El último verano", en Kafkaville, Ed. El cuervo, La Paz, Bolivia, 2016.
- "El estallido", en Cuentos Cuervos, Ed. Planeta, Buenos Aires, 2014.
- "Jean-Luc", en Ficciones súbitas, Ed. De aquí a la vuelta, Buenos Aires, 2014. Compiladora: Mercedes Álvarez.
- "Shit happens", en Revista Casa N°273, Casa de las Américas, La Habana, Cuba, 2013.
- "El destino", en Cuento Raro, Ed. Outsider, Buenos Aires,  2012.
- "Autólisis", en Panorama Interzona. Narrativas emergentes de la Argentina, Ed. Interzona, Buenos Aires, 2012. Compiladora: Elsa Drucaroff.
- "La nena",  en Libro Vivo, Ed. Milena Caserola y El Asunto, Buenos Aires,2012.